# Unterhaching
Unterhaching – miejscowość i gmina w Niemczech, w kraju związkowym Bawaria, w rejencji Górna Bawaria, w regionie Monachium, w powiecie Monachium. Leży około 10 km na południe od centrum Monachium, przy autostradzie A8, A99 i linii kolejowej Monachium – Lenggries.

## Demografia
Dane o ludności z 31 grudnia 2008:
| Opis                                | Ogółem | Ogółem | Kobiety | Kobiety | Mężczyźni | Mężczyźni |
| ----------------------------------- | ------ | ------ | ------- | ------- | --------- | --------- |
| Jednostka                           | osób   | %      | osób    | %       | osób      | %         |
| Populacja                           | 22 098 | 100    | 11 566  | 52,34   | 10 532    | 47,66     |
| Wiek przedprodukcyjny (0–17 lat)    | 3475   | 15,73  | 1638    | 7,41    | 1837      | 8,31      |
| Wiek produkcyjny (18–65 lat)        | 13 465 | 60,93  | 6979    | 31,58   | 6486      | 29,35     |
| Wiek poprodukcyjny (powyżej 65 lat) | 5158   | 23,34  | 2949    | 13,35   | 2209      | 10        |

## Polityka
Wójtem gminy jest Wolfgang Panzer z SPD, wcześniej urząd ten obejmował Erwin Knapek, rada gminy składa się z 30 osób.
|      | CSU | SPD | FW | Zieloni | FDP | Razem |
| 2008 | 10  | 12  | 3  | 4       | 1   | 30    |
| 2002 | 12  | 14  | 1  | 2       | 1   | 30    |

## Sport
- TSV Unterhaching - klub piłki siatkowej mężczyzn
- SpVgg Unterhaching - klub piłkarski

## Współpraca
Miejscowości partnerskie:
- Adeje, Hiszpania
- Bischofshofen, Austria
- Le Vésinet, Francja
- Witney, Wielka Brytania
- Żywiec, Polska